# Emil Steudel
Emil Steudel (* 16. Juni 1864 in Kochendorf; † 1942 in Berlin) war ein deutscher Sanitätsoffizier, zuletzt im Rang eines Obergeneralarztes (Generalmajor).

## Leben
Steudel war der Sohn eines Arztes aus Württemberg. Er studierte von 1882 bis 1885 an der Kaiser-Wilhelms-Akademie für das militärärztliche Bildungswesen, danach an der Universität Tübingen und an der Universität Würzburg, wo er im Februar 1887 promovierte. Anschließend war er in Stuttgart aktiver Militärarzt. 1889/91 war er wieder zur chirurgischen Universitätsklinik in Tübingen kommandiert. Danach reiste er nach Deutsch-Ostafrika und diente dort von Mai 1891 bis Dezember 1893 in der Schutztruppe für Deutsch-Ostafrika als leitender Arzt des Krankenhauses Bagamojo und war anschließend als Sanitätsoffizier tätig, wobei er während dieser Tätigkeit zum Stabsarzt und Oberstabsarzt befördert wurde.
Ab dem 28. Mai 1901 übernahm Steudel das Medizinalreferat bei der Kolonialabteilung des Auswärtigen Amts in Berlin. Hierbei gehörten besonders die Schaffung einer medizinischen Organisationsstruktur für die Kolonien sowie die Personalbeschaffung zu seinen Aufgaben. Zugleich war er Mitglied des Reichsgesundheitsrats. Im Juli 1907 wurde er zum Oberstabsarzt befördert.
Am 7. September 1908 wurde er zum Professor ernannt und bekleidete den Posten eines Generaloberarztes beim Kommando der Schutztruppen. Von August 1911 bis Januar 1912 bereiste er erneut Deutsch Ostafrika, wobei er sich dort auch über den Forschungsstand der Bekämpfung der Schlafkrankheit informierte und so auch mit Robert Koch zusammentraf. Danach setzte Steudel seine Tätigkeit für das Reichskolonialamt fort und war ab 1914 beim Seminar für Orientalische Sprachen Lehrer für Tropenhygiene. Bis zum Juni 1914 war er zum Geheimen Obermedizinalrat und Vortragenden Rat ernannt worden.
Während des Ersten Weltkriegs war Steudel als Korpsarzt des XXV. Reservekorps bzw. zeitweise als stellvertretender Armeearzt eingesetzt. Nach dem Krieg beteiligte er sich an der Arbeit am Deutschen Kolonial-Lexikon. 1925 lebte er in Berlin-Dahlem. Nach seiner Ernennung zum Obergeneralarzt im März 1928 trat er in den dauernden Ruhestand. Steudel starb 1942 in Berlin.